# Léon Bouveret
Pour les articles homonymes, voir Bouveret.
Léon Bouveret (1850-1929) est un médecin interniste français, natif de Saint-Julien-sur-Reyssouze, dans l'Ain.

## Biographie
Après avoir soutenu sa thèse de doctorat à Paris en 1878, il s'établit à Lyon où il collabore d'abord à l'activité de la clinique privée du professeur Raphaël Lépine (1840-1919) avant d'intégrer les Hôpitaux de Lyon. 
Jeune médecin, Bouveret joue un rôle important dans la lutte contre le choléra. En 1889 il donne la première description de une forme de tachycardie paroxystique, couramment appelée maladie de Bouveret en langue française. Parmi ses élèves, on comptera notamment le neurologue Eugène Devic. Bouveret est aussi resté célèbre pour ses écrits notamment son Traité des maladies de l'estomac et son livre intitulé La Neurasthénie.

## Publications
- Les sueurs morbides, Paris, 1880.
- Syphilis, ataxie, cardiopathie, Paris, 1885.
- La fièvre typhoïde traité par les bains froids, avec Raymond Tripier. Paris, 1886.
- De la tachyardie essentielle paroxystique, Revue de médecine, Paris, 1889, 9: 753-793, 837-855.
- Traité d'emphysème, Paris, 1888.
- La neurasthénie, Paris, 1890; 2e édition, 1891.
- La dyspepsie par hypersécretion gastrique, avec Eugène Devic (1869-1930), Paris, 1891.
- Traité des maladies de l'estomac, Paris, 1893.
- Essai sur la pathogénie du cancer, Paris, 1930.

## Éponymie
- Maladie de Bouveret : une forme de tachycardie, dite « jonctionnelle ».
- Syndrome de Bouveret (es) : obstruction de l'estomac ou du duodénum par un calcul biliaire ayant migré à travers une fistule bilio-gastrique ou bilio-duodénale.